# Julie Bishop (actriz)
Julie Bishop (Jacqueline Wells, Denver, Colorado, 30 de agosto de 1914 – Mendocino, California, 30 de agosto de 2001) fue una actriz cinematográfica y televisiva estadounidense que actuó en más de 80 películas desde 1923 hasta 1957.

## Biografía
Usó profesionalmente su nombre auténtico hasta 1941. Nacida en Denver, Colorado, también actuó en el teatro y en una película con el nombre de Diane Duval. Empezó a usar el nombre por el que sería más conocida cuando consiguió un contrato con la productora Warner Bros., ya que se le exigía dicho cambio. Hasta el año 1941 se dedicó casi en exclusividad al cine de serie B, con cerca de 50 películas en 17 años. 
Con la Warner hizo 16 filmes, incluyendo un papel secundario en Princess O'Rourke (1943), con Olivia de Havilland y Robert Cummings. Interpretó el papel femenino principal en la película de Humphrey Bogart Action in the North Atlantic (1943), fue la mujer de Ira Gershwin en la película biográfica Rhapsody in Blue (1945), y finalizó sus años con Warner en 1946 rodando Cinderella Jones.
En 1949 Bishop trabajó en Sands of Iwo Jima (Arenas sangrientas), junto a John Wayne. Ella fue una de las varias antiguas coestrellas que habían trabajado con Wayne (incluyendo a Laraine Day, Ann Doran, Jan Sterling, y Claire Trevor) y que repitieron con el actor en el drama aeronáutico de 1954 The High and the Mighty. 
Julie Bishop estuvo casada con Walter Booth Brooks III, un escritor, del cual se divorció en 1939. Posteriormente, se casó con el piloto Clarence Shoop, con el que permaneció casada hasta 1968, año en que falleció él. Tuvieron dos hijos, y uno de ellos fue la actriz Pamela Susan Shoop. En 1968 se casó por última vez, en esta ocasión con William F. Bergin: el matrimonio duró hasta el fallecimiento de Bishop en Mendocino, California, en 2001, a causa de una neumonía.